# 海特
海特，是匈牙利包尔绍德-奥包乌伊-曾普伦州所辖的一个村。总面积3.71平方公里，总人口512，人口密度138.0人/平方公里（2011年1月1日）。